# Фінал кубка Англії з футболу 1902
Фінал кубка Англії з футболу 1902 — 31-й фінал найстарішого футбольного кубка у світі. Учасниками фіналу були «Шеффілд Юнайтед» і «Саутгемптон». Володарем кубкового трофею став «Шеффілд Юнайтед».
Фінальна гра, яка була проведена 19 квітня 1902 року, завершилася з нічийним рахунком 1:1.
Відповідно до регламенту змагання 26 квітня 1902 року було проведене перегравання, в якому сильнішою виявилася команда із Шеффілда, яка здобула перемогу 2:1.

## Шлях до фіналу
| «Шеффілд Юнайтед»  | «Шеффілд Юнайтед» | «Шеффілд Юнайтед»                                                                                          | Раунд        | «Саутгемптон»       | «Саутгемптон» | «Саутгемптон»                                                     |
| ------------------ | ----------------- | --- | ------------ | ------------------- | ------------- | ----------------------------------------------------------------- |
| Суперник           | Результат         | Матчі |              | Суперник            | Результат     | Матчі                                                             |
| «Нортгемптон Таун» | 2—0               | 2—0 на виїзді                                                                                              | Перший раунд | «Тоттенгем Готспур» | 5—4           | 1—1 на виїзді, 2—2 вдома (перегравання), 2—1 вдома (перегравання) |
| «Болтон Вондерерз» | 2—1               | 2—1 вдома                                                                                                  | Другий раунд | «Ліверпуль»         | 4—1           | 4—1 вдома                                                         |
| «Ньюкасл Юнайтед»  | 3—2               | 1—1 на виїзді, 2—1 вдома (перегравання)                                                                    | Третій раунд | «Бері»              | 3—2           | 3—2 на виїзді                                                     |
| «Дербі Каунті»     | 3—2               | 1—1 на нейтральному полі, 1—1 на нейтральному полі (перегравання), 1—0 на нейтральному полі (перегравання) | 1/2 фіналу   | «Ноттінгем Форест»  | 3—1           | 3—1 на нейтральному полі                                          |

## Матч
| 19 квітня 1902 |

| Шеффілд Юнайтед | 1:1      | Саутгемптон |
| --------------- | -------- | ----------- |
| Коммон 55'      | Протокол | Вуд 88'     |

| Крістал Пелес, Лондон Глядачів: 76 914 Арбітр: Том Кіркгем |

|  |  |

|                  |  |                   |  |
|                  |  |                   |  |
| В                |  | Вільям Фулк       |  |
| З                |  | Пітер Бойл        |  |
| З                |  | Гаррі Тікітт      |  |
| ПЗ               |  | Гаррі Джонсон     |  |
| ПЗ               |  | Бернард Вілкінсон |  |
| ПЗ               |  | Ернест Нідем (к)  |  |
| Н                |  | Берт Ліпшем       |  |
| Н                |  | Фред Пріст        |  |
| Н                |  | Джордж Гедлі      |  |
| Н                |  | Альф Коммон       |  |
| Н                |  | Волтер Беннетт    |  |
| Головний тренер: |  |                   |  |
| Джон Ніколсон    |  |                   |  |

|                  |  |                      |  |
|                  |  |                      |  |
| В                |  | Джек Робінсон        |  |
| З                |  | Джордж Молінекс      |  |
| З                |  | Чарльз Берджесс Фрай |  |
| ПЗ               |  | Берт Лі              |  |
| ПЗ               |  | Томмі Бауман         |  |
| ПЗ               |  | Самуель Местон       |  |
| Н                |  | Джо Тернер           |  |
| Н                |  | Едгар Чедвік         |  |
| Н                |  | Альберт Браун        |  |
| Н                |  | Гаррі Вуд (к)        |  |
| Н                |  | Арчі Тернер          |  |
| Головний тренер: |  |                      |  |
| Ернест Арнфілд   |  |                      |  |

## Перегравання
| 26 квітня 1902 |

| Шеффілд Юнайтед    | 2:1      | Саутгемптон |
| ------------------ | -------- | ----------- |
| Гедлі 2' Барнс 79' | Протокол | Браун 70'   |

| Крістал Пелес, Лондон Глядачів: 33 068 Арбітр: Том Кіркгем |

|  |  |

|                  |  |                   |  |
|                  |  |                   |  |
| В                |  | Вільям Фулк       |  |
| З                |  | Пітер Бойл        |  |
| З                |  | Гаррі Тікітт      |  |
| ПЗ               |  | Гаррі Джонсон     |  |
| ПЗ               |  | Бернард Вілкінсон |  |
| ПЗ               |  | Ернест Нідем (к)  |  |
| Н                |  | Берт Ліпшем       |  |
| Н                |  | Фред Пріст        |  |
| Н                |  | Джордж Гедлі      |  |
| Н                |  | Біллі Барнс       |  |
| Н                |  | Альф Коммон       |  |
| Головний тренер: |  |                   |  |
| Джон Ніколсон    |  |                   |  |

|                  |  |                      |  |
|                  |  |                      |  |
| В                |  | Джек Робінсон        |  |
| З                |  | Джордж Молінекс      |  |
| З                |  | Чарльз Берджесс Фрай |  |
| ПЗ               |  | Берт Лі              |  |
| ПЗ               |  | Томмі Бауман         |  |
| ПЗ               |  | Самуель Местон       |  |
| Н                |  | Джо Тернер           |  |
| Н                |  | Едгар Чедвік         |  |
| Н                |  | Альберт Браун        |  |
| Н                |  | Гаррі Вуд (к)        |  |
| Н                |  | Арчі Тернер          |  |
| Головний тренер: |  |                      |  |
| Ернест Арнфілд   |  |                      |  |